# Comuna Prîbirsk, Ivankiv
Prîbirsk (în ucraineană Прибірськ) este o comună în raionul Ivankiv, regiunea Kiev, Ucraina, formată din satele Pîrohovîci și Prîbirsk (reședința).

## Demografie
Componența lingvistică a comunei Prîbirsk
     Ucraineană (97,98%)
     Rusă (1,92%)
     Alte limbi (0,1%)
Conform recensământului din 2001, majoritatea populației comunei Prîbirsk era vorbitoare de ucraineană (97,98%), existând în minoritate și vorbitori de rusă (1,92%).